# Gonomyia (Leiponeura) scimitar
Gonomyia (Leiponeura) scimitar is een tweevleugelige uit de familie steltmuggen (Limoniidae). De soort komt voor in het Neotropisch gebied.